# Pablo Gargallo
Pablo Emilio Gargallo Catalán (Maella, 5 de enero de 1881-Reus, 28 de diciembre de 1934) fue un escultor y pintor español. Es considerado uno de los escultores más importantes e innovadores del siglo XIX, combinando paralelamente a lo largo de su vida artística el clasicismo con la experimentación. En El profeta, de 1933, culmina toda su trayectoria, incorporando la vanguardia cubista en una escultura que conjuga el volumen y el vacío, y posee una gran energía de carácter expresionista.

## Biografía
Nacido en la localidad zaragozana de Maella, se trasladó con su familia a Barcelona en 1888, donde comenzará su formación artística. En Barcelona, fue discípulo de Eusebio Arnau, para quien trabajó en su taller. Se relacionó con los artistas de Els Quatre Gats, como Picasso o Isidro Nonell. Colaboró con Lluís Domènech i Montaner en trabajos escultóricos para sus edificios, como el Palacio de la Música Catalana, el Hospital de San Pablo de Barcelona; y en el Instituto Pere Mata de Reus con esculturas de piedra y bronce. 
Pasó parte de su vida en el barrio de Montparnasse de París. En 1903 vivió en la comuna de artistas Bateau-Lavoir con Max Jacob, Juan Gris y Picasso, cuya cabeza modeló en una escultura. Al año siguiente Juan Gris le presentó a Magali Tartanson, con la que se casó en 1915 y tuvieron a su hija Pierrette en 1922. 
En 1934 sufrió una neumonía fulminante y murió en la localidad tarraconense de Reus, a donde se había desplazado para inaugurar una exposición de su obra.

## Obra
Durante toda su carrera mantuvo simultáneamente dos estilos aparentemente muy distintos: uno clásico, relacionado con el modernismo en sus inicios y con el novecentismo, y un estilo vanguardista en el que experimenta con la desintegración del espacio y las formas y los nuevos materiales.

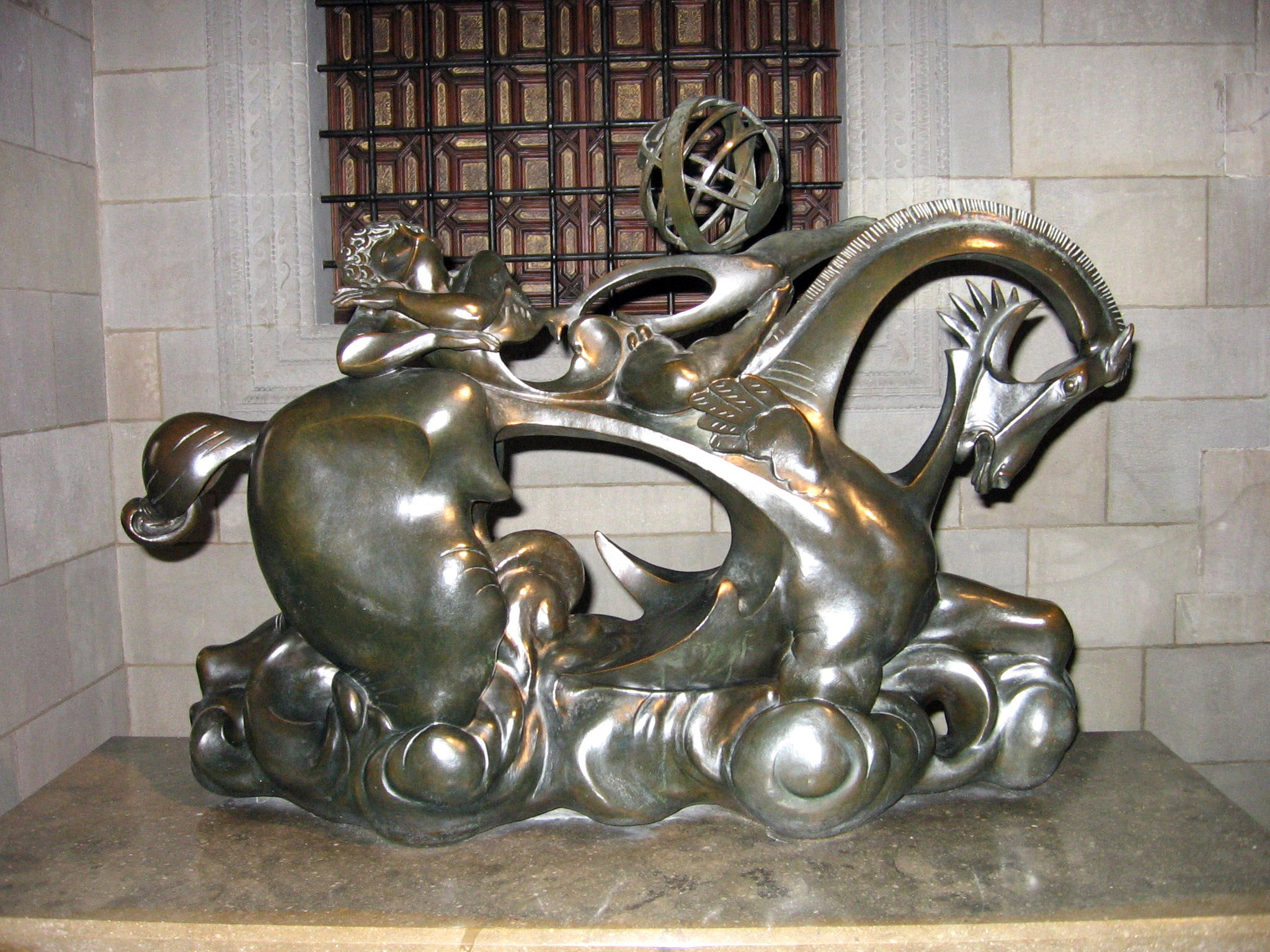
Urano, Casa de la Ciudad de Barcelona (1933).

Gargallo, influido por su amigo Julio González, desarrolló un estilo de escultura basado en la creación de objetos tridimensionales de placas planas de metal, usando también papel y cartón. También realizó esculturas más tradicionales en bronce, mármol y otros materiales. Entre sus obras se encuentran tres piezas inspiradas en Greta Garbo: Masque de Greta Garbo à la mèche, Tête de Greta y los Garbo avec chapeau y Masque de Greta Garbo aux cils.
Sin embargo, su obra más conocida es su pieza maestra El profeta, de 1933, que es la culminación de su concepto cubista de escultura del hueco y a la vez posee una energía expresionista que conecta, por el tema tratado, con la tradición bíblica.
Se le considera uno de los artistas más significativos de la vanguardia española e internacional, exponiendo en 1934 en la Sala Parés de Barcelona y en la Galería Brummer de Nueva York.
En 1985, gracias a un convenio entre su hija Pierrette Gargallo y el Ayuntamiento de Zaragoza suscrito en 1982, se inauguró el Museo Pablo Gargallo en el Palacio Argillo de Zaragoza. El Museo cuenta con un excelente Centro de documentación donde se puede consultar información sobre la vida y obra del artista. Además, el Centro de documentación reúne un importante fondo documental sobre otros escultores contemporáneos.

### Esculturas destacadas
- Los Humildes (1904)
- La Pareja (1904)

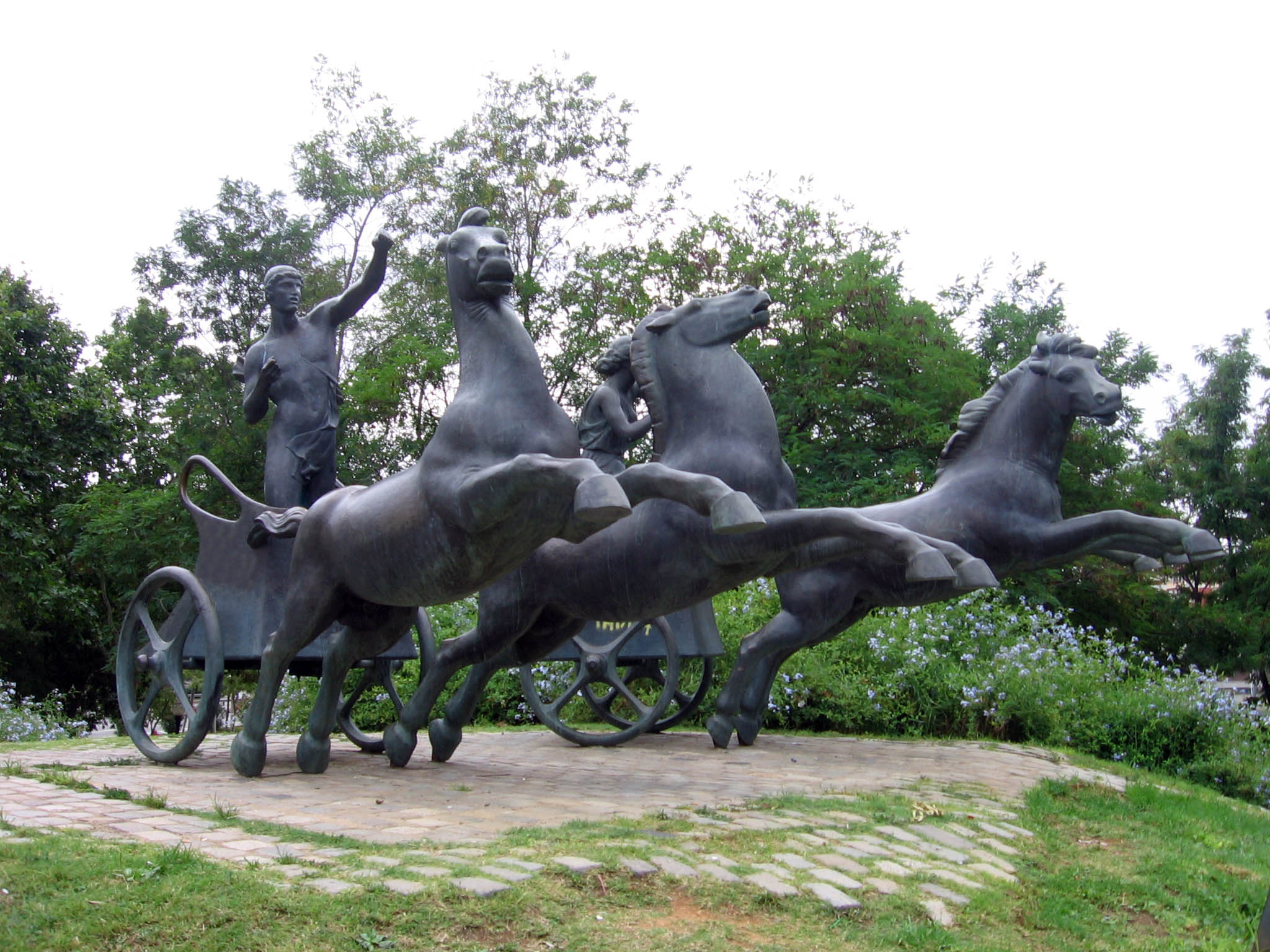
Los aurigas olímpicos, copia del original en el parque de Can Dragó, Barcelona.

- Pablo Picasso (relieve de la fachada del cine Bosque de Barcelona, 1907, donde también esculpió un retrato de Isidro Nonell). Versiones posteriores son el Retrato de Picasso en piedra (1913) y Máscara de Picasso con versiones en terracota y también en bronce del mismo año.
- Fauno con barba, Fauno con monóculo, Faunesa con flequillo y Faunesa con pendientes (1915, chapa de cobre)
- Retrato de Ángel Fernández de Soto y Mano de Ángel Fernández de Soto (ambas de 1920).
- El violinista (1920)
- El virtuoso (1921)
- La mujer con la sombrilla (1921)
- Pequeño marinero con pipa (1922)
- El joven de la margarita (El aragonés) (1927)
- El pastor del águila (1928)
- Kiki de Montparnasse (1928)
- Muchacha de Caspe (1929)
- Los aurigas olímpicos (1929)
- Greta Garbo con pestañas (1930)
- Bailarina española (1931)
- El profeta (1933)
- Urano (1933)

## Galería

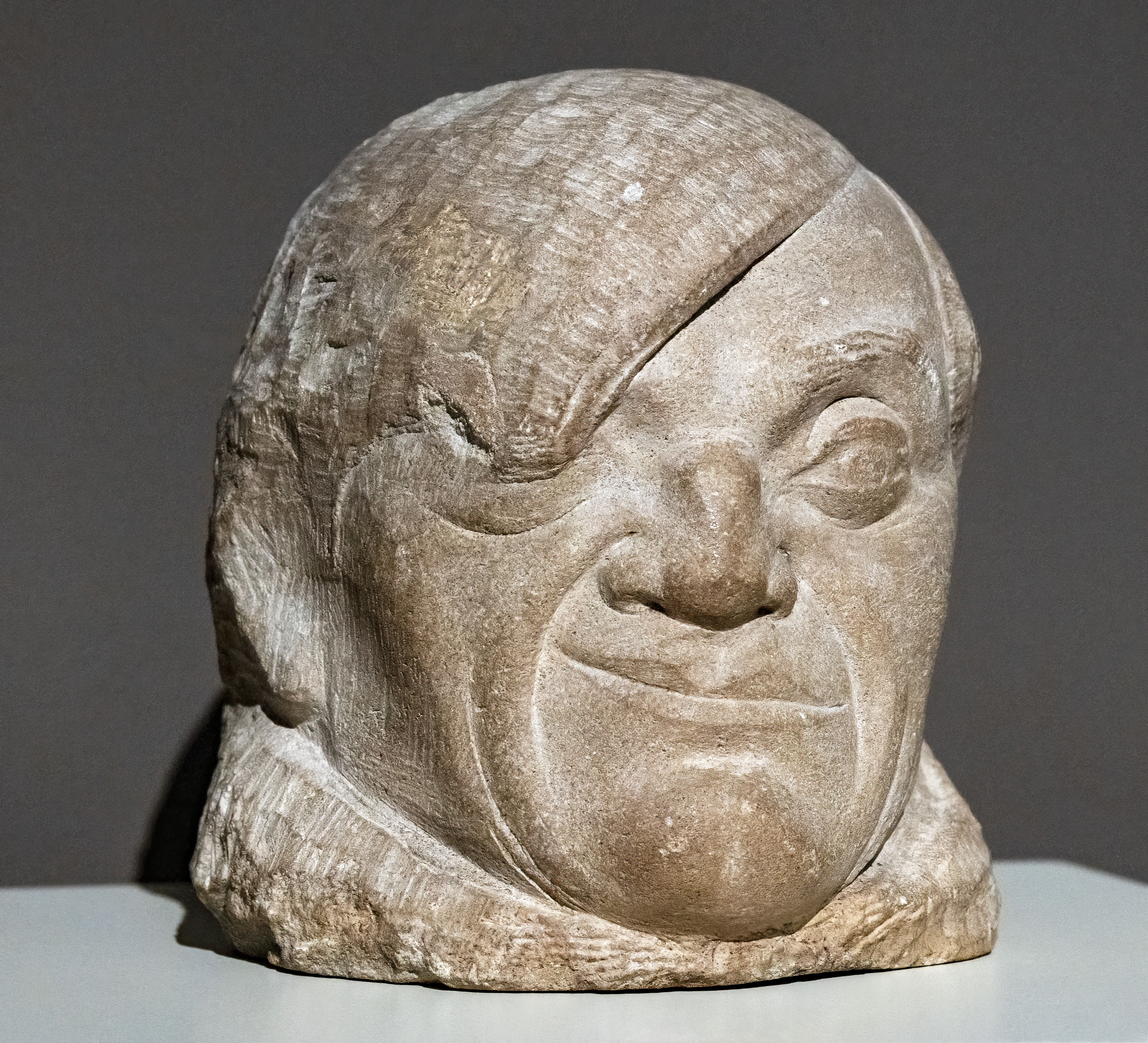
Retrato de Picasso, 1913 (MNAC)
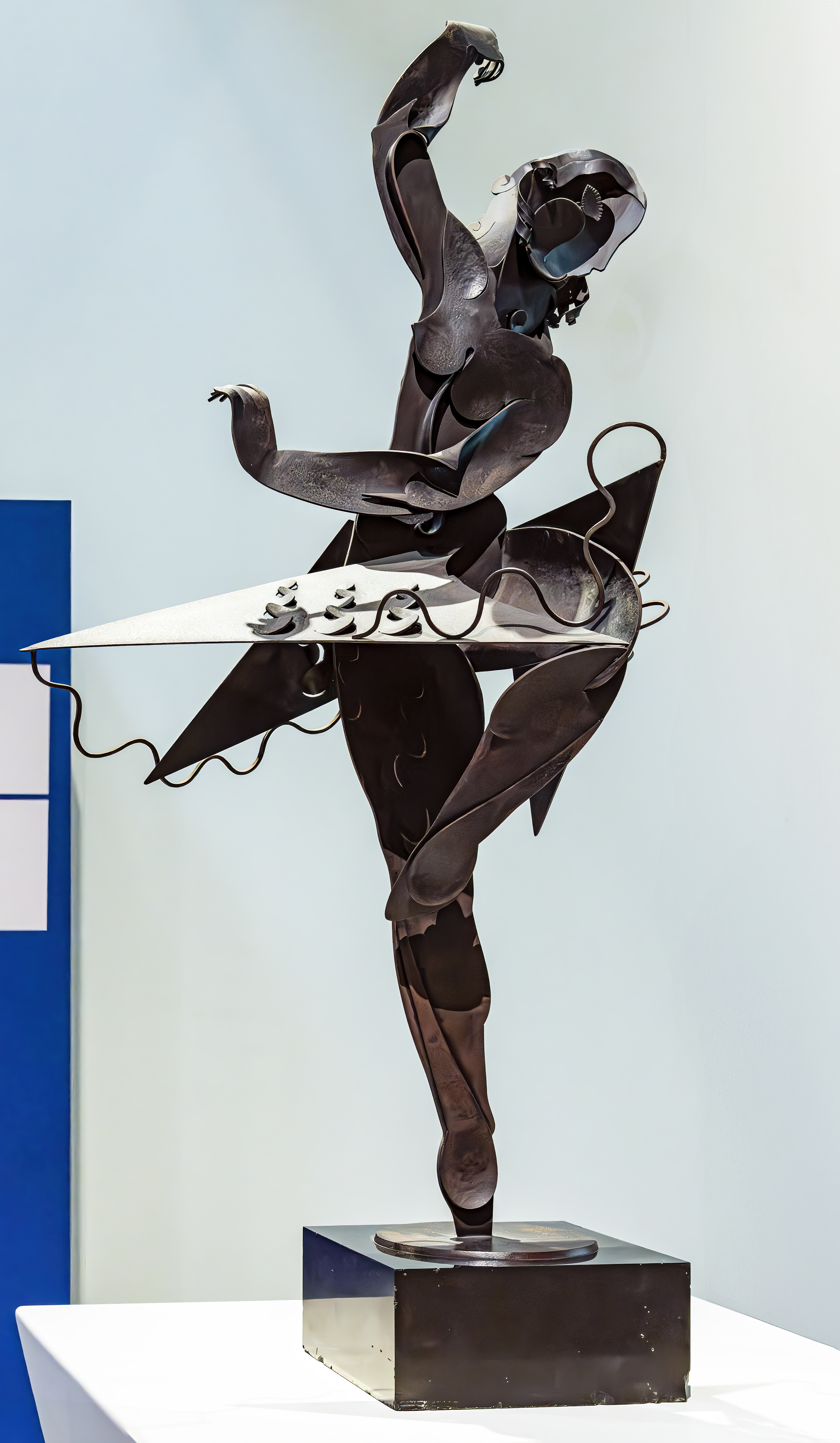
Gran bailarina, 1929 (MNAC)
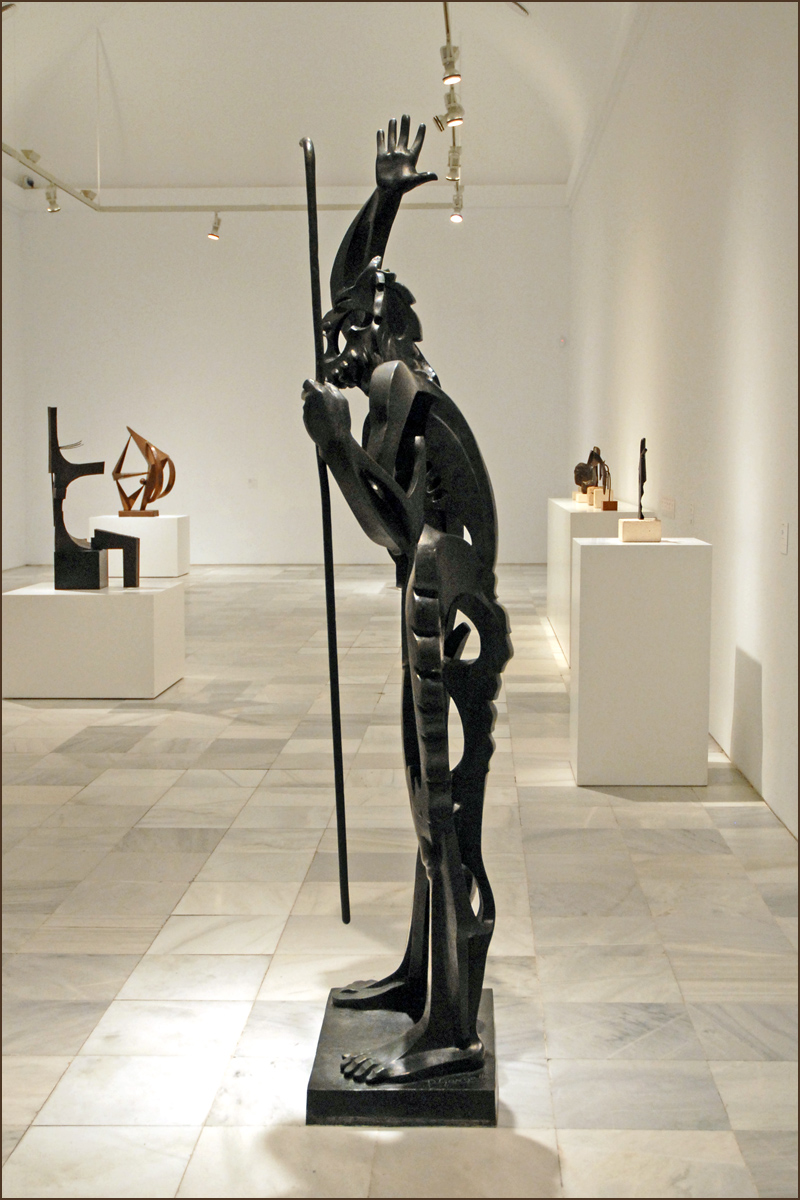
El profeta, 1933 (MNCARS)
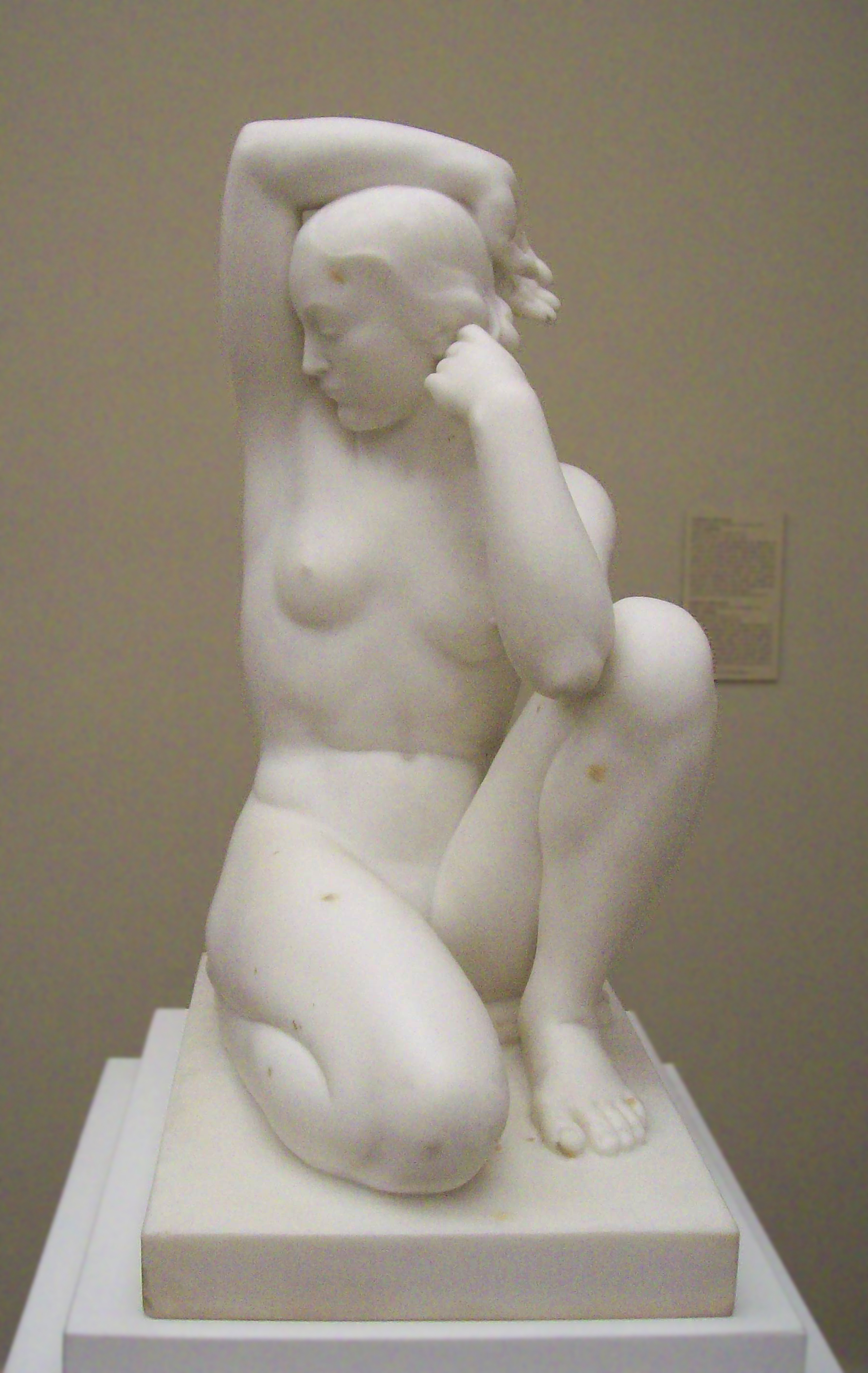
Academia, 1934 (RABASF)